# 托马斯·海贝勒
托马斯·海贝勒, 博士(德語：Thomas Heberer, 1947年11月13日—)，中文名王海，德国汉学家，德国杜伊斯堡-埃森大学研究中国政治和社会方向的教授。以研究当代中国治理问题而闻名。

## 生平
1947年出生在德国美茵河畔奥芬巴赫，先后在法兰克福大学，哥廷根大学，美因茨大学和海德堡大学学习社会人类学 (主修), 哲学, 政治科学, 和中国研究。1977在不来梅大学完成博士学位，研究中国共产党，同年前往中国，在北京的外文出版社担任翻译和读者长达四年(1977–1981)，在这段时间见证了后文化大革命时期中国的革命性事件以及逐渐发展起来的政治改革进程。

## 著作
- 托马斯•海贝勒，俞可平，安晓波 （主编）：中共的治理与适应。 比较的视野。北京，中央编译出版社，2015;
- 托马斯•海贝勒，杨雪冬，舒耕德共同主编： “主动的”地方政治：作为战略群体的县乡干部“。北京 (中央编译出版社)， 2013年;
- 托马斯•海贝勒，迪特•格鲁诺，李惠彬共同主编：中国与德国的环境治理(比较的视角) (中文)。 北京 (中央编译出版社)， 2012年;
- 托马斯•海贝勒，舒耕德： 从群众到公民——中国的政治参与。北京 (中央编译出版社)， 2009年;
- 托马斯•海贝勒，何增科，舒耕德： 城乡公民参与和政治合法性，北京 （中央编译出版社），2007;
- 托马斯•海贝勒：凉山彝族企业家。 社会和制度变迁的承载者。 北京（民族出版社），2005;
- 托马斯•海贝勒：作为战略群体的企业家。中国私营企业家的社会与政治功能研究。北京(中央编译出版社) 2003.